# جيوليو ماجيوري
جيوليو ماجيوري (بالإيطالية: Giulio Maggiore)‏ (12 مارس 1998 بجنوة في إيطاليا - ) هو لاعب كرة قدم إيطالي في مركز الوسط.

## وصلات خارجية
- جيوليو ماجيوري على موقع الاتحاد الأوربي (الإنجليزية)
- جيوليو ماجيوري على موقع قاعدة بيانات كرة القدم.إي يو (الإنجليزية)
- جيوليو ماجيوري على موقع Soccerway.com (الإنجليزية)
- جيوليو ماجيوري على موقع عالم كرة القدم.نت (الإنجليزية)